# Акбар Ганджі
Акбар Ганжі (перс. اکبر گنجی; нар.31 січня 1960, Тегеран) — іранський журналіст і письменник. Його звали «видатним політичним дисидентом Ірану» та «іранським популярним журналістом-демократом», який регулярно перетинав «червоні лінії» у цензури. Будучи прихильником ісламської революції в юності, він розчарувався в режимі в середині 1990-х років. У 2001—2006 році відбув покарання у в'язниці Евіна в Тегерані після публікації серії статей про вбивство дисидентів. У в'язниці він видав маніфест, який зробив його першим «видатним дисидентом, віруючим мусульманином і революціонером», який закликав до заміни теократичної системи Ірану демократією.
Ганджі є почесним громадянином багатьох європейських міст і нагороджений відзнаками за його твори і службу, завоював низку міжнародних нагород за свою роботу, включаючи «Золоте перо Свободи» від Всесвітньої газетної асоціації, Канадські журналісти за вільне вираження, Премія Мартіна Енальса для правозахисників, премія Мілтона Фрідмана за просування свободи та премія Джона Гамфрі за свободу.

## Раннє життя
Ганджі виріс у побожній сім'ї в Тегерані. Активно діяв в ісламістських антимонархічних, він служив в корпусі вартових Ісламської революції під час ірано-іракської війни. Отримав ступінь магістра зв'язку.
У 1994—2015 роках Ганжі розчарувався у режимі. "Я побачив, що в Ірані виникає фашизм і політична тиранія. Кожен, хто ставив запитання, отримував клеймо «антиреволюційного» і «антиіранського». Ганжі покинув військову службу та став журналістом-розслідувачем.

## Розслідування вбивств
Ганджі писав для реформаторських газет, багато з яких були закриті судами Ірану. Ймовірно, найвідомішою роботою Ганджі була серія статей у щоденній газеті Sobh Emrouz, що належала Саїду Хаджаряну, про вбивства 1998 року дисидентських письменників, відоме як «ланцюгові вбивства Ірану». Акбар Ганжі називав винуватців вбивств кодовими назвами, такими як «Його Світлість Червоний одяг», «Його Світлість Сірий» і «Майстер Ключів».
У грудні 2000 року, після його арешту, Акбар Ганджі оголосив, що «Майстер Ключів» це колишній міністр розвідки худжат аль-іслам Алі Фаллахіан. Він також звинуватив деяких вищих священнослужителів, включаючи аятолу Мухаммед Такі Месбах-Язді за те, що заохочував, видав фетви або релігійні накази на вбивства. Консерватори напали на Ганджі і спростували його претензії.  
Збірки його статей з'явилися в книгах, зокрема, The Dungeon of Ghosts та Red Eminence And The Grey Eminences ((2000), що присвячені участі колишнього президента Ірану Акбара Хашемі Рафсанджані і його міністра розвідки, Алі Фаллахана, у ланцюгових вбивствах. Книгу Його Світлість Червоний та Його Світлість Сірий газета «Вашингтон Пост» назвала «іранським еквівалентом архіпелагу ГУЛАГ Олександра Солженіцина».

## Ув'язнення
Ганджі взяв участь у конференції в Берліні, що проводилася Фондом Генріха Белля під назвою «Іран після виборів», проведеного після виборів до меджлісу у лютому 2000 року, що призвело до перемоги реформаторських кандидатів. Повернувшись до Ірану з конференції, Ганджі був заарештований 22 квітня 2000 року, обвинувачений у загрозі національній безпеці. Його визнано винним у січні 2001 року він був засуджений на десять років в'язниці, а після виходу на волю повинен відбути п'ять років внутрішнього заслання, що означало, що він буде утримуватися в конкретному місті, окрім Тегерану, і не може покинути країну. 15 травня 2001 року апеляційний суд зменшив термін його ув'язнення з 10 років до шести місяців і скасував додаткове покарання на п'ять років внутрішнього заслання. Проте, прокурор Тегерану оскаржив рішення апеляційного суду і пред'явив йому нові звинувачення у зв'язку з газетними статтями, які він написав до квітня 2000 року, та фотокопії іноземних газет. 16 липня 2001 року він був засуджений до шести років позбавлення волі за звинуваченням у «зборі конфіденційної інформації, що завдає шкоди національній безпеці та поширенню пропаганди проти ісламської системи».
Як і інші політичні в'язні перед ним, Ганжі взявся за письменницьку діяльність у тюремній камері. Його політичні маніфести та відкриті листи були таємно вивезені з в'язниці і опубліковані в інтернеті
В останній рік у в'язниці Ганжі голодував понад 80 днів з 19 травня 2005 року до початку серпня 2005 року за винятком 12-денного періоду відпустки, яку він отримав 30 травня 2005 року перед дев'ятими президентськими виборами 17 червня 2005 року. Його голодування закінчилося через 50 днів, коли «лікарі попередили, що він отримає непоправне пошкодження мозку».
Під чам відпустки в червні 2005 року Ганджі дав інтерв'ю декільком інформаційним агентствам. критикуючи верховного лідера Ірану а ятолу Алі Хаменеї. Він повернувся до в'язниці добровільно 11 червня 2005 року і продовжив голодування.

## Звільнення
Ганжі звільнений з в'язниці 18 березня 2006 року, після того, як відбув повний термін свого шестирічного покарання.
У червні 2006 року Ганжі залишив Іран. З цього часу він жив та працював в Європі і Північній Америці, підтримуюючи рух за демократію в Ірані, але був противником американського військового вторгнення на його країну.

## Погляди
Ганжі виступив проти вторгнення США до Іраку 2003 року та подальшої окупації.
Незважаючи на неодноразові запрошення, він принципово відмовився зустрічатися з будь-яким членом адміністрації президента США Джорджа Буша. Вважав, що боротьба за демократію в Ірані повинна вестися зсередини країни, без підтримки іноземної держави. Був переконаний, що політика США не сприяє розвитку демократії в Ірані. Він казав, що «ви не можете принести демократію до країни, атакуючи її». Він також додав, що війна в Іраку сприяє ісламському фундаменталізму і шкодить демократичним рухам в регіоні.
Ганджі підтримав іранські вибори 2009 року. Він оголосив голодування у штаб-квартирі Організації Об'єднаних Націй, щоб підкреслити тяжке становище іранських політичних в'язнів і привернути увагу міжнародної спільноти до негативних умов, що відчуваються в Ірані.

## Нагороди та відзнаки
- PEN America, почесний член (2000 р.)
- Канадські журналісти за вільне вираження, International Press Freedom Award (2000 р.)
- Асоціація досліджень Близького Сходу Північної Америки, Академічна премія свободи MESA (2005)
- Премія за свободу преси, Італія (2005)
- Всесвітня газетна асоціація, «Золоте перо Свободи[zh]» (2006)
- Почесний громадянин міста Флоренція, Італія (2006)
- Премія Мартіна Енальса правозахисників (2006)
- Національний прес-клуб, премія свободи преси Джона Обухана (2006)
- «За свободу і майбутнє ЗМІ»[de] (2007)
- Премія свободи Джона Гамфрі (2007)[22]
- Премія Мілтона Фрідмана за просування свободи (2010)
- Всесвітній герой свободи преси, Міжнародний інститут преси (2010)[23]